# Thibetoides
Thibetoides  (лат.) — род наездников из семейства Ichneumonidae (подсемейство Tryphoninae).

## Описание
Мелкие наездники, в длину достигают до 6 мм. Размер переднего крыла составляет 4—5 мм.

## Распространение
Известно 4 вида, из них один вид распространён в Северной Америке, три в Палеарктике.

## Список видов
В составе рода:
- Thibetoides acerbus Viktorov, 1964
- Thibetoides gilvus Viktorov, 1964
- Thibetoides flosamoris Davis, 1897
- Thibetoides varus Viktorov, 1964